# Никогда не возвращайтесь
«Никогда не возвращайтесь» (англ. Never Goin' Back) — американская комедийная драма Августин Фриззелл 2018 года по её же сценарию. Режиссёрский дебют Августин Фриззелл. Премьера фильма прошла на кинофестивале «Сандэнс» 22 января.

## Сюжет
Две подруги Энджела и Джесси снимают дом где-то в техасской субурбии. Они бросили школу и сейчас работают официантками в закусочной. Энджела решает устроить для своей подруги сюрприз и покупает на последние деньги поездку на побережье в Галвестон, чтобы там на пляже отметить приближающееся 17-летие Джесси. Вообще эти деньги должны были пойти на очередную ежемесячную оплату за аренду дома, но Энджела успокаивает подругу. Она подсчитала, что если в оставшуюся до дня рождения неделю они будут работать каждый день и в полную смену, то до отъезда накопят деньги и на оплату аренды дома. Вместе с девушками этот же дом снимают ещё двое парней. Это туповатый бездельник Дастин, который приходится старшим братом Джесси, и их общий друг Брэндон. Неожиданно для всех Дастин теряет свою часть денег, предназначенную для оплаты аренды. Он собирался приумножить свой капитал, вложив его в наркотики, но его обворовали, оставив без всего. На следующее утро после этого события в дом вламывается Тони, друг Дастина, который крадёт старый телевизор. Он считает, что Дастин «кинул» его с наркотиками и хочет теперь свои деньги назад. На этот шум приезжает полиция. Полицейские осматривают дом и случайно находят заначку с марухуаной в комнате девушек. Обеих подруг забирают на несколько дней в тюрьму.
Теперь, после двух дней прогулов, Энджела и Джесси боятся, что потеряют работу. У них добрый босс, который сообщает им по телефону, что прощает их и что они могут приходить на свою смену. Девушки отправляются в прачечную, что бы постирать к работе свою форму. По дороге они встречают своего бывшего коллегу, который рассказывает им про вечеринку, которая проходит прямо в этот момент у их общего друга. Подруги соблазняются пойти туда, но твёрдо решают ничего там не употреблять, а заодно постирать свои вещи. На вечеринке девушки остаются трезвыми, но поскольку они голодны, то принимаются лазить по холодильнику. Случайно они съедают печенье с каннабисом. В заторможенном состоянии подруги приходят на работу и предстают перед своим боссом. Несмотря на свою доброту и симпатию к этим девушкам он вынужден уволить их.
Джесси приходит в голову идея насчёт того, где достать деньги. Она предлагает ограбить соседа по дому Брэндона, который работает на кассе в другой закусочной. Девушки возьмут деньги из кассы, а Брэндон расскажет полиции, что его ограбили бандиты, а деньги потом они поделят на троих. В этот момент в закусочную вваливаются грабители в лице Дастина и его друга с колготками на головах. Независимо от девушек они так же решили ограбить Брэндона. Джесси узнаёт голос своего брата и горе-грабители покидают магазин сэндвичей. Брэндон же объясняет девушкам, что в кассе всего 50 $ и грабить её нет никакого смысла. Остальные же деньги в сейфе, от которого у него нет ключа. Внезапно приезжает хозяин магазина. Брэндон прячет девушек в кладовке. Престарелый хозяин отправляет Брэндона домой и замыкает магазин изнутри, а сам принимается возиться с едой. Девушки подсматривают за ним через щель и замечают, что тот занимается секстингом. В этот момент у Джесси резко проходит запор, от которого она страдала со времён попадания в тюрьму. Хозяин магазина слышит некую возню в кладовке и начинает туда ломиться. Оттуда выскакивает Энджела и старик от неожиданности падает в обморок. Используя его ключи, подруги открывают сейф и похищают оттуда деньги. Хозяину же они оставляют сообщение о том, что у них есть его интимные фотографии, которые он слал кому-то в интернете, и номер телефона его жены.
Получив крупную сумму денег, Энджела и Джесси решают не ехать на Мексиканский залив, а поехать уже в какое-нибудь более симпатичное место, например в Калифорнию к океану. Параллельно они решают, что, скорее всего, возвращаться потом домой уже не станут. Подруги оставляют немного денег Брэндону, что бы тот мог расплатиться за аренду дома.

## В ролях
- Майя Митчелл — Энджела
- Камила Морроне — Джесси
- Кайл Муни — Брэндон
- Джоэл Аллен — Дастин
- Кендал Смит — Тони
- Мэттью Холкомб — Райан
- Афина Фриззелл — Кристал

## Критика
В целом фильм получил благоприятные отзывы. На сайте Rotten Tomatoes рейтинг «свежести» фильма 75 %. У него 43 положительных рецензий из 57. На сайте Metacritic у фильма 62 балла из 100 на основе 19 отзывов. Гленн Кенни с сайта RogerEbert.com поставил фильму 3 звезды из 4. В журнале Slant Magazine фильм назвали похожим на комедии о взрослении вроде «SuperПерцев». Издание поставило фильму 2,5 звезды из 4. По мнению The Hollywood News истории показанные в фильме иногда предсказуемы, часто они опираются на туалетный юмор, но в целом большая часть фильма смотрится хорошо. Издание похвалило игру двух главных героинь, при этом отметив, что некоторые второстепенные герои выглядят плохо проработанными: 3 звезды из 5.

## Релиз
Мировая премьера фильма состоялась на кинофестивале "Сандэнс" 22 января 2018 года. Вскоре после этого компания A24 приобрела права на дистрибуцию фильма. Фильм также был показан на фестивале South by Southwest 10 марта 2018 года. В прокат фильм вышел 3 августа 2018 года.